# Гавриловская (муниципальный округ Егорьевск)
Гаври́ловская — деревня в муниципальном округе Егорьевск Московской области России.

## География
Деревня Гавриловская расположена в северо-западной части муниципального округа Егорьевск, примерно в 2 километрах к северо-западу от города Егорьевск. По окраине деревни протекает река Гуслянка. Высота над уровнем моря 131 метров.

## Название
В письменных источниках деревня упоминается как Чертково, Гавриловское тож (1554 год), Гавриловская, а Чертово селище, Подданое тож (1646 год). С конца XVII название Гавриловская стало единственным.
Название Чертково связано с некалендарным личным именем Чертко, а Чертово селище — с урочищем на другом берегу реки Гуслицы.

## История
До отмены крепостного права в России жители деревни относились к разряду государственных крестьян.
После 1861 года деревня вошла в состав Нечаевской волости Егорьевского уезда. Приход находился в городе Егорьевске.
В 1926 году деревня входила в Гавриловский сельсовет Егорьевской волости Егорьевского уезда.
До 1994 года Гавриловская входила в состав Ефремовского сельсовета Егорьевского района, а в 1994—2006 годы — Ефремовского сельского округа.
До 2015 года входила в состав городского поселения Егорьевск.
В 2015 году вошла в состав городского округа Егорьевск, образованного в том же году путем упразднения Егорьевского района и объединения всех его поселений в единый городской округ.

## Демография
В 1885 году в деревне проживало 261 человек, в 1905 году — 280 человек (120 мужчин, 160 женщин), в 1926 году — 257 человек (120 мужчин, 137 женщин). По переписи 2002 года — 105 человек (42 мужчины, 63 женщины). Население — 124 человек (2010).
| 1859 | 1868 | 1885 | 1905 | 1926 | 2002 | 2006 |
| ---- | ---- | ---- | ---- | ---- | ---- | ---- |
| 170  | ↗176 | ↗261 | ↗280 | ↘257 | ↘105 | ↗106 |
| 2010 |      |      |      |      |      |      |
| ↗124 |      |      |      |      |      |      |